# Ansonia minuta
Espèce
Statut de conservation UICN

 LC  : Préoccupation mineure
Ansonia minuta est une espèce d'amphibiens de la famille des Bufonidae.

## Répartition
Cette espèce est endémique de l'Ouest de l'île de Bornéo. Elle se rencontre entre 200 et 1 000 m d'altitude :
- au Kalimantan en Indonésie ;
- dans le centre et l'ouest de l'État de Sarawak en Malaisie.

## Description
Les mâles mesurent de 20 à 24 mm et les femelles jusqu'à 30 mm.

## Publication originale
- Inger, 1960 : A review of the oriental toads of the genus Ansonia Stoliczka. Fieldiana, Zoology, vol. 39, no 43, p. 473-503 (texte intégral).